# José Ron
Édgar José Ron Vázquez (Guadalajara, Jalisco, Mexikó, 1981. augusztus 6. –) mexikói színész.

## Élete és pályafutása
2004-ben indult pályája a Mujer de Madera című tévésorozatban. Majd a Rebeldében, a Código Postalban és a Muchachitas como tú című sorozatokban játszott. A Juro Que To Amo című tévésorozatban kapott először főszerepet, José Maria Aldama szerepét játszotta. 
Ana Brenda Contrerasszal, Marcelo Córdobával, Patricia Navidaddal és  Alejandro Avilaval játszott együtt. 
A Los Exitosos Perez című sorozat főszereplője volt 2009-ben. A következő tévésorozata 2010-ben a Cuando Me Enamorro volt, Silvia Navarroval és Juan Solerrel játszott együtt. 2011-ben a La que no podia amar - Megkövült szívek - című sorozatban Gustavo Durant alakította, partnere Ana Brenda Contreras volt.

## Magánélete
Ron Rómula Vásquez Castro és Jacinto Ron Rodríguez fia. Három testvére van, Daniel Vásquez, Alejandro Vásquez és Julio Vásquez.

## Filmjei
- Te doy la vida - Tiéd az életem
- 2017 - Enamorándome de Ramón - Ramón
- 2015 - Simplemente María - Alejandro Rivapalacio Landa
- 2014 - Fiorella (Muchacha Italiana viene a casarse) - Pedro Ángeles
- 2012 - La mujer del Vendaval - Alessandro Casteló Berrocal
- 2011 - Megkövült szívek (La que no podia amar) - Gustavo Durán Esquivel
- 2010 - Időtlen szerelem (Cuando me enamoro) - Matiás Monterrubio
- 2009 - Los Exitosos Perez - Tomás Arana
- 2008 - Juro Que Te Amo - José María Aldama
- 2007 - Muchachitas como tú - Jorge
- 2006 - Código Postal - Patricio González De La Vega Mendoza
- 2005 - Rebelde - Enzo
- 2005 - Bajo El Mismo Techo
- 2004 - Mujer de Madera - Adrián